# Argentina en los Juegos Paralímpicos de Heidelberg 1972
La participación de Argentina en los Juegos Paralímpicos de Heidelberg 1972 fue la cuarta actuación paralímpica de los deportistas argentinos, en la también cuarta edición de los Juegos Paralímpicos. La delegación argentina se presentó en 4 deportes, con 21 deportistas, de los cuales 10 eran mujeres.
El equipo paralímpico obtuvo 2 medallas de oro, 4 de plata y 3 de bronce, alcanzando un total de 9 medallas paralímpicas. Argentina ocupó la 20.ª posición en el medallero general, sobre 42 países participantes, siendo con España, México y Perú los únicos de habla hispana.
La delegación argentina obtuvo medallas en atletismo (6), natación (1) y básquetbol (2). El equipo paralímpico de básquetbol se destacó ganando el evento femenino y saliendo segundo en el masculino. Entre los deportistas más premiados se destacó Olga Ricchetti con cuatro medallas, tres en atletismo y una en natación. Los varones obtuvieron 4 medallas (1 de oro) y las mujeres obtuvieron 5 medallas (1 de oro).

## Medallero
| Medalla           | Nombre               | Deporte                       | Evento                              |
| ----------------- | -------------------- | ----------------------------- | ----------------------------------- |
| Medalla de oro    | Rubén Ferrari        | Atletismo                     | Lanzamiento de jabalina 5 masculino |
| Medalla de oro    | Equipo de básquetbol | Baloncesto en silla de ruedas | Femenino                            |
| Medalla de plata  | Olga Ricchetti       | Atletismo                     | Lanzamiento de disco 1A femenino    |
| Medalla de plata  | Olga Ricchetti       | Atletismo                     | Slalom 1A femenino                  |
| Medalla de plata  | Raúl Di Paolo        | Atletismo                     | Lanzamiento de jabalina 1B          |
| Medalla de bronce | Olga Ricchetti       | Atletismo                     | Lanzamiento de jabalina 1A          |
| Medalla de bronce | Olga Ricchetti       | Natación                      | 25 m pecho 1A                       |
| Medalla de bronce | Equipo de básquetbol | Baloncesto en silla de ruedas | Masculino                           |

## Seis medallas en atletismo
Como ya había sucedido en los tres Juegos anteriores, el atletismo aportó la mayor cantidad de medallas obtenidas por Argentina. La medalla de oro fue obtenida por Rubén Ferrari en jabalina 5, superando a 26 contrincantes. 
| 1            | Rubén Ferrari | Argentina      | 28.30 |  |
| 2            | Fliter        | Israel         | 27.47 |  |
| 3            | Ray Clark     | Estados Unidos | 27.24 |  |
| Fuente: IPC. |               |                |       |  |

Olga Ricchetti por su parte ganó tres medallas en atletismo (dos de plata y una de bronce), obteniendo también otra de bronces en natación. Las dos de plata fueron ganadas en disco 1A y slalom 1A, mientras que la de bronce fue obtenida en jabalina 1A. Las dos medallas de plata restantes fueron ganadas por Cristina Bendetti en slalom 2 y Raúl Di Paolo en jabalina 1B.
| Atletismo Mujeres Lanzamiento de disco 1A C Participantes: 6 | Atletismo Mujeres Lanzamiento de disco 1A C Participantes: 6 | Atletismo Mujeres Lanzamiento de disco 1A C Participantes: 6 | Atletismo Mujeres Lanzamiento de disco 1A C Participantes: 6 | Atletismo Mujeres Lanzamiento de disco 1A C Participantes: 6 | Atletismo Mujeres Lanzamiento de disco 1A C Participantes: 6 |
|                                                              | Atleta                                                       | País                                                         | Distancia (m.)                                               |                                                              |                                                              |
| ------------------------------------------------------------ | ------------------------------------------------------------ | ------------------------------------------------------------ | ------------------------------------------------------------ | ------------------------------------------------------------ | ------------------------------------------------------------ |
| 1                                                            | Mayer                                                        | Alemania                                                     | 6.72                                                         |                                                              |                                                              |
| 2                                                            | Olga Ricchetti                                               | Argentina                                                    | 6.07                                                         |                                                              |                                                              |
| 3                                                            | Sandra James                                                 | Rodesia                                                      | 6.00                                                         |                                                              |                                                              |
| Fuente: IPC.                                                 |                                                              |                                                              |                                                              |                                                              |                                                              |

| Atletismo Mujeres Slalom 1A Participantes: 2 | Atletismo Mujeres Slalom 1A Participantes: 2 | Atletismo Mujeres Slalom 1A Participantes: 2 | Atletismo Mujeres Slalom 1A Participantes: 2 | Atletismo Mujeres Slalom 1A Participantes: 2 | Atletismo Mujeres Slalom 1A Participantes: 2 |
|                                              | Atleta                                       | País                                         | Tiempo                                       |                                              |                                              |
| -------------------------------------------- | -------------------------------------------- | -------------------------------------------- | -------------------------------------------- | -------------------------------------------- | -------------------------------------------- |
| 1                                            | Mayer                                        | Alemania (RFA)                               | 79.8                                         |                                              |                                              |
| 2                                            | Olga Ricchetti                               | Argentina                                    | 105.7                                        |                                              |                                              |
| Fuente: IPC.                                 |                                              |                                              |                                              |                                              |                                              |

| Atletismo Varones Lanzamiento de jabalina 1B C Participantes: 23 | Atletismo Varones Lanzamiento de jabalina 1B C Participantes: 23 | Atletismo Varones Lanzamiento de jabalina 1B C Participantes: 23 | Atletismo Varones Lanzamiento de jabalina 1B C Participantes: 23 | Atletismo Varones Lanzamiento de jabalina 1B C Participantes: 23 | Atletismo Varones Lanzamiento de jabalina 1B C Participantes: 23 |
|                                                                  | Atleta                                                           | País                                                             | Distancia (m.)                                                   |                                                                  |                                                                  |
| ---------------------------------------------------------------- | ---------------------------------------------------------------- | ---------------------------------------------------------------- | ---------------------------------------------------------------- | ---------------------------------------------------------------- | ---------------------------------------------------------------- |
| 1                                                                | Julius Duval                                                     | Estados Unidos                                                   | 12.04                                                            |                                                                  |                                                                  |
| 2                                                                | Raúl Di Paolo                                                    | Argentina                                                        | 10.51                                                            |                                                                  |                                                                  |
| 3                                                                | Wolfgang Koch                                                    | Alemania (RFA)                                                   | 10.15                                                            |                                                                  |                                                                  |
| Fuente: IPC.                                                     |                                                                  |                                                                  |                                                                  |                                                                  |                                                                  |

| Atletismo Mujeres Slalom 2 Participantes: 12 | Atletismo Mujeres Slalom 2 Participantes: 12 | Atletismo Mujeres Slalom 2 Participantes: 12 | Atletismo Mujeres Slalom 2 Participantes: 12 | Atletismo Mujeres Slalom 2 Participantes: 12 | Atletismo Mujeres Slalom 2 Participantes: 12 |
|                                              | Atleta                                       | País                                         | Tiempo                                       |                                              |                                              |
| -------------------------------------------- | -------------------------------------------- | -------------------------------------------- | -------------------------------------------- | -------------------------------------------- | -------------------------------------------- |
| 1                                            | Yamahata                                     | Japón                                        | 1:10.10                                      |                                              |                                              |
| 2                                            | Cristina Benedetti                           | Argentina                                    | 1:12.40                                      |                                              |                                              |
| 3                                            | Sharon Myers                                 | Estados Unidos                               | 1:13.60                                      |                                              |                                              |
| Fuente: IPC.Fuente: IPC.                     |                                              |                                              |                                              |                                              |                                              |

| Atletismo Mujeres Lanzamiento de Jabalina 1A Participantes: 6 | Atletismo Mujeres Lanzamiento de Jabalina 1A Participantes: 6 | Atletismo Mujeres Lanzamiento de Jabalina 1A Participantes: 6 | Atletismo Mujeres Lanzamiento de Jabalina 1A Participantes: 6 | Atletismo Mujeres Lanzamiento de Jabalina 1A Participantes: 6 | Atletismo Mujeres Lanzamiento de Jabalina 1A Participantes: 6 |
|                                                               | Atleta                                                        | País                                                          | Distancia                                                     |                                                               |                                                               |
| ------------------------------------------------------------- | ------------------------------------------------------------- | ------------------------------------------------------------- | ------------------------------------------------------------- | ------------------------------------------------------------- | ------------------------------------------------------------- |
| 1                                                             | Sandra James                                                  | Sudáfrica                                                     | 5.22                                                          |                                                               |                                                               |
| 2                                                             | J. Murland                                                    | Canadá                                                        | 4.68                                                          |                                                               |                                                               |
| 3                                                             | Olga Ricchetti                                                | Argentina                                                     | 4.53                                                          |                                                               |                                                               |
| Fuente: IPC.                                                  |                                                               |                                                               |                                                               |                                                               |                                                               |

## Dos medallas en básquetbol
En básquetbol sobre silla de ruedas, el equipo de mujeres obtuvo la medalla de oro, mientras que el equipo de varones ganó la medalla de bronce.

### Oro para las mujeres
El equipo femenino de básquetbol estuvo formado por Graciela Di Simone, Silvia Tedesco, Liliana Chiaradía, Noemí Tortul, Diana Masini, Beatriz Dávila, Graciela Puy y Cristina Benedetti. Participaron siete países: Argentina, Canadá, Gran Bretaña, Israel, Jamaica, República Federal Alemana, Yugoslavia que fueron dividos en dos grupos. Argentina salió primera en el Grupo B, ganándole a Jamaica 25-24 y Gran Bretaña 47-8. En la semifinal venció a Alemania 30-22. En la final Argentina debía volver a enfrentar a Jamaica, a la que ya había vencido por apenas un punto en la etapa clasificatoria. Nuevamente el partido fue muy parejo y la victoria fue finalmente para Argentina por 25-22.
| Baloncesto Mujeres | Baloncesto Mujeres | Baloncesto Mujeres |
|                    | País               |                    |
| ------------------ | ------------------ | ------------------ |
| 1                  | Argentina          |                    |
| 2                  | Jamaica            |                    |
| 3                  | Israel             |                    |
| Fuente: IPC.       |                    |                    |

### Bronce para los varones
El equipo masculino de básquetbol estuvo formado por Juan Luis Costantini, Héctor Leurino, Alberto Parodi, Guillermo Prieto, Daniel Tonso, Luis Grieb, Juan Vega, Rubén Ferrari, Aldo Di Meola.
Participaron nueve países: Argentina, Australia Estados Unidos, Francia, Gran Bretaña, Israel,  Italia, Países Bajos y Suecia que fueron dividos en dos grupos. Argentina salió primera en el Grupo A, ganándole a Gran Bretaña 56-48, a Suecia 78-26, a Países Bajos 61-36 y a Italia 70-44. En la semifinal perdió con Israel por un solo doble (53-55). El partido por la medalla de bronce fue contra Gran Bretaña, volviéndola a vencer esta vez por 54-39. Al año siguiente el equipo argentino se consagraría campeón mundial.
| Baloncesto Varones | Baloncesto Varones | Baloncesto Varones |
|                    | País               |                    |
| ------------------ | ------------------ | ------------------ |
| 1                  | Estados Unidos     |                    |
| 2                  | Israel             |                    |
| 3                  | Argentina          |                    |
| Fuente: IPC.       |                    |                    |

## Medalla de bronce en natación
Olga Ricchetti, quien ya había obtenido dos medallas de plata y una de bronce en atletismo, obtuvo también una medalla de bronce en natación en la prueba de 25 m pecho 1A.
| Natación Mujeres 25 m pecho 1A Participantes: 4 | Natación Mujeres 25 m pecho 1A Participantes: 4 | Natación Mujeres 25 m pecho 1A Participantes: 4 | Natación Mujeres 25 m pecho 1A Participantes: 4 | Natación Mujeres 25 m pecho 1A Participantes: 4 |
|                                                 | Atleta                                          | País                                            | Tiempo                                          |                                                 |
| ----------------------------------------------- | ----------------------------------------------- | ----------------------------------------------- | ----------------------------------------------- | ----------------------------------------------- |
| 1                                               | Mayerhofer                                      | Alemania (RFA)                                  | 47.0                                            |                                                 |
| 2                                               | Sandra James                                    | Rodesia                                         | 1:13.3                                          |                                                 |
| 3                                               | Olga Ricchetti                                  | Argentina                                       | 1:36.7                                          |                                                 |
| Fuente: IPC.                                    |                                                 |                                                 |                                                 |                                                 |

## Deportistas
- Varones (11): Juan Luis Costantini, Raúl Di Paolo, Rubén Ferrari, Luis Grieb, Héctor Leurino, Aldo Di Meola, Parla, Alberto Parodi, Guillermo Prieto, Daniel Tonso y Juan Vega.[1][2][9]

- Mujeres (10): Cristina Benedetti, Liliana Chiaradía, Beatriz Dávila, Graciela Di Simone, Lucy González Parra, Diana Masini, Graciela Puy, Marcela Rizzotto, Silvia Tedesco y Noemí Tortul.[1][9]